# Kirovskij zavod
Kirovskij zavod (in russo:Кировский завод, traslitterazione anglosassone: Kirovskiy zavod) è uno dei due capolinea della Linea Kirovsko-Vyborgskaja, la Linea 1 della Metropolitana di San Pietroburgo. È stata inaugurata il 15 novembre 1955.